# Janusz Golinowski
Janusz Golinowski – polski socjolog, dr hab. nauk humanistycznych, profesor uczelni i kierownik Katedry Teorii Polityki i Zarządzania Sferą Publiczną Wydziału Nauk o Polityce i Administracji Uniwersytetu Kazimierza Wielkiego.

## Życiorys
23 czerwca 1994 obronił pracę doktorską Biurokratyczne deformacje zachowań politycznych, 25 marca 2009 habilitował się na podstawie pracy zatytułowanej Perspektywa porządku postpolitycznego. W stronę technologii władzy. Został zatrudniony na stanowisku profesora nadzwyczajnego na Wydziale Humanistycznym Akademii Humanistycznej i Ekonomicznej w Łodzi, oraz w Instytucie Prawa, Administracji i Zarządzania na Wydziale Humanistycznym Uniwersytetu Kazimierza Wielkiego.
Jest profesorem uczelni i kierownikiem Katedry Teorii Polityki i Zarządzania Sferą Publiczną Wydziału Nauk o Polityce i Administracji Uniwersytetu Kazimierza Wielkiego.
Awansował na stanowisko prodziekana  na Wydziale Humanistycznym Uniwersytetu Kazimierza Wielkiego.